# Siro D'Alessandro
Siro D'Alessandro (Campobasso, 9 marzo 1953) è un allenatore di calcio ed ex calciatore italiano, di ruolo centrocampista.

## Carriera

### Giocatore
Mediano cresciuto calcisticamente nel Napoli, vi debuttò giocandovi una sola partita in Serie A, il pareggio in trasferta del 26 dicembre 1971 contro il Catanzaro per 0-0, in un campionato concluso dai partenopei all'8º posto.
Rimase quindi i tre anni successivi in Campania in Serie C, prima alla neopromossa Juventus Stabia e poi per due stagioni alla Nocerina, dove al primo anno, con la squadra appena approdata alla Serie C, si sfiorò la promozione in Serie B con il 3º posto finale.
Si trasferì poi in Sicilia, dove militò nei due anni successivi, prima al Marsala e poi al Siracusa.
Tornò nella natia Campobasso dove rimase con la squadra locale sino alla fine del campionato 1978-1979, contribuendo prima all'ammissione alla nuova Serie C1 e poi a un quarto posto nella categoria; al termine di quel campionato si trasferì per un anno al Pisa, allora militante in Serie B, quindi nella stessa categoria al Pescara (la squadra con cui militò più a lungo, conoscendovi la retrocessione nella stagione 1981-1982 e l'immediata promozione l'anno seguente con il 1º posto finale) e poi al Cagliari, con cui terminò la carriera ad alto livello, disputando in totale 178 gare in Serie B con 3 reti all'attivo.
Disputò la sua ultima stagione da calciatore in Serie C1 con la maglia del Benevento in una stagione infelice per la squadra.

### Dopo il ritiro
Viene chiamato da per la panchina del Campobasso nella tribolata stagione 1994-1995 a partire dall'8ª giornata fino all'11ª per poi venire richiamato per ultime dodici giornate senza riuscire ad evitare la retrocessione.
Dal 2011 è coordinatore della scuola calcio di Campobasso.